# Valls distrikt
Valls distrikt är ett distrikt i Gotlands kommun och Gotlands län. 
Distriktet ligger på centrala delen av Gotland.

## Tidigare administrativ tillhörighet
Distriktet inrättades 2016 och utgörs av socknen Vall.
Området motsvarar den omfattning Valls församling hade vid årsskiftet 1999/2000.

## Bilder

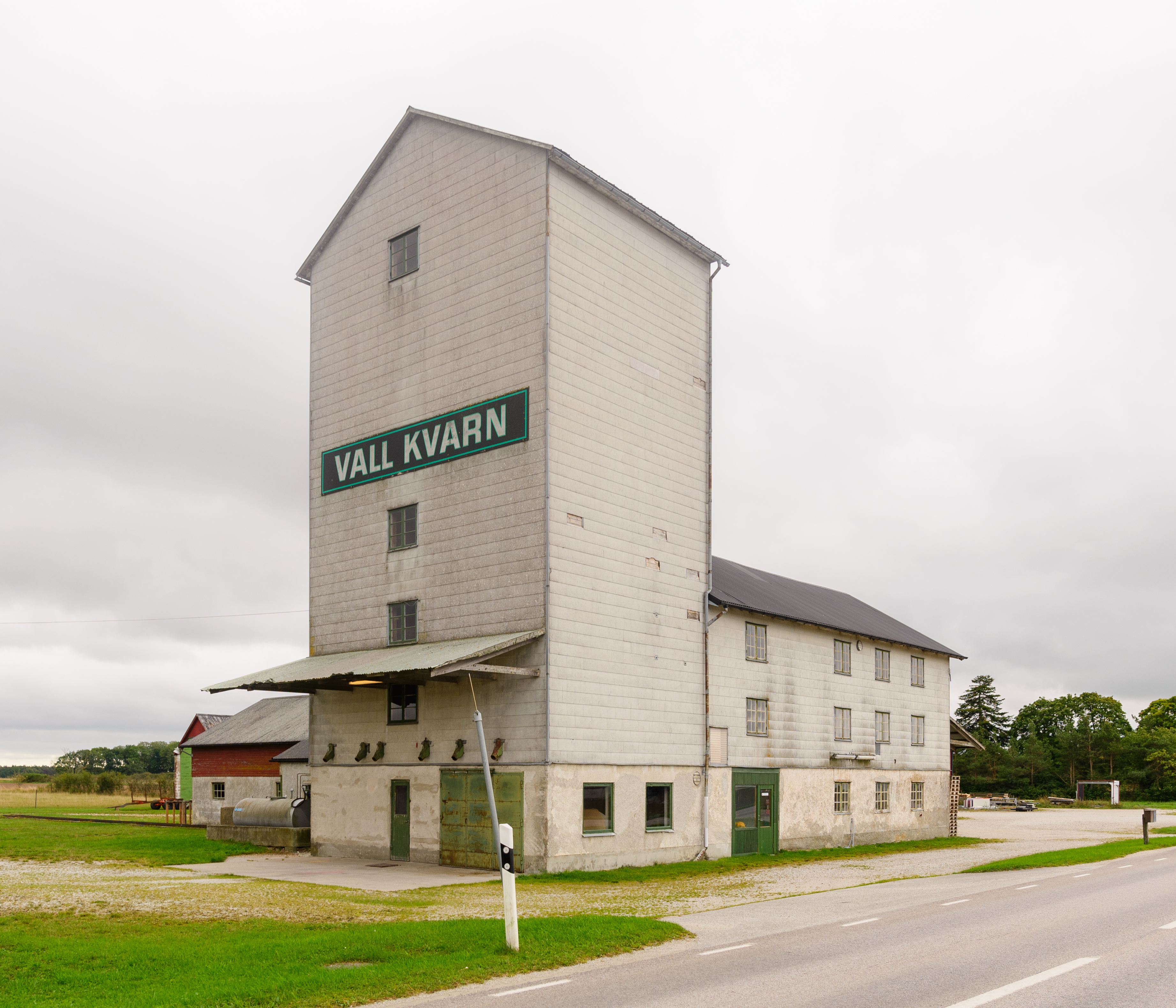
Vall kvarn.
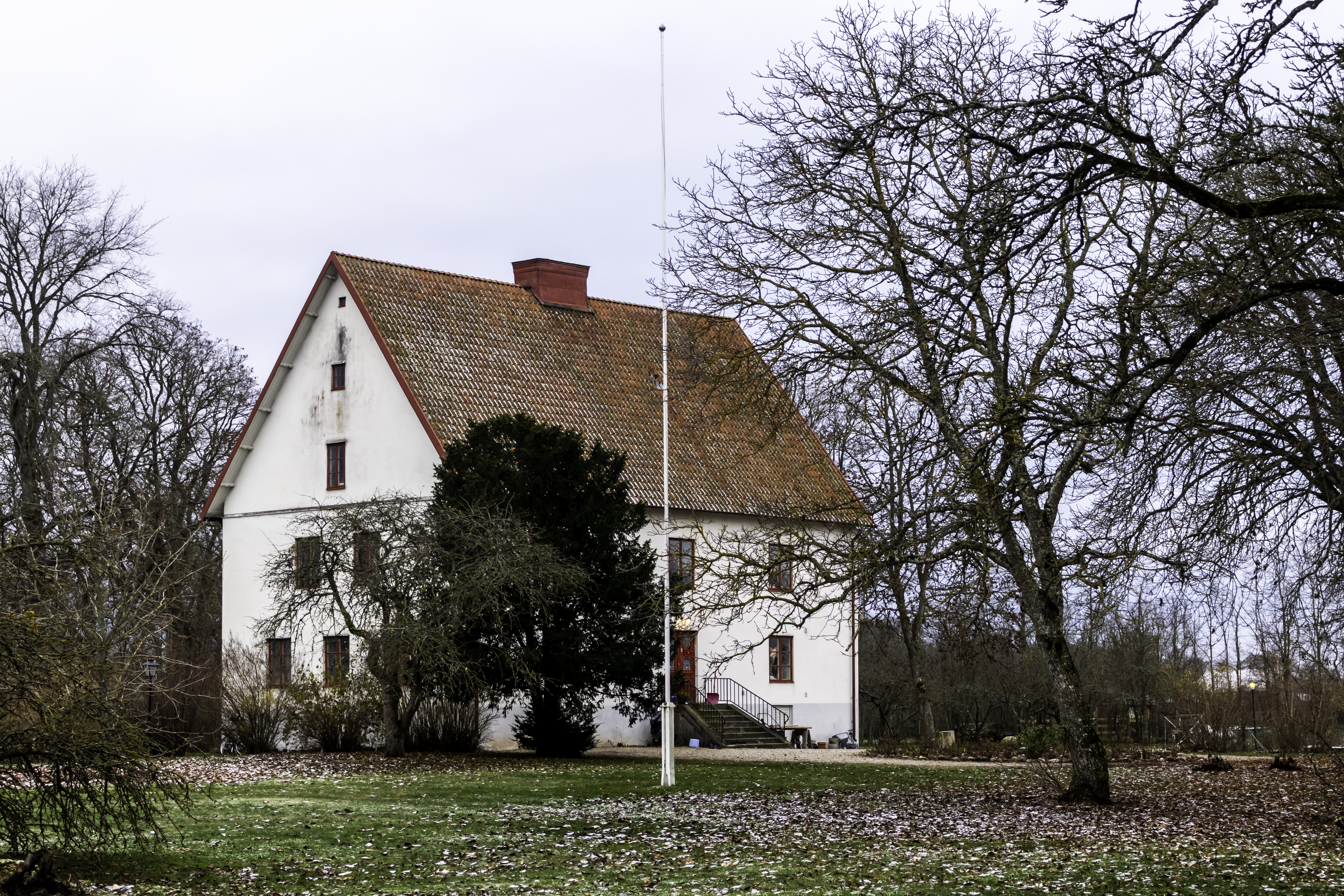
Byggnadsminnet Valls prästgård.
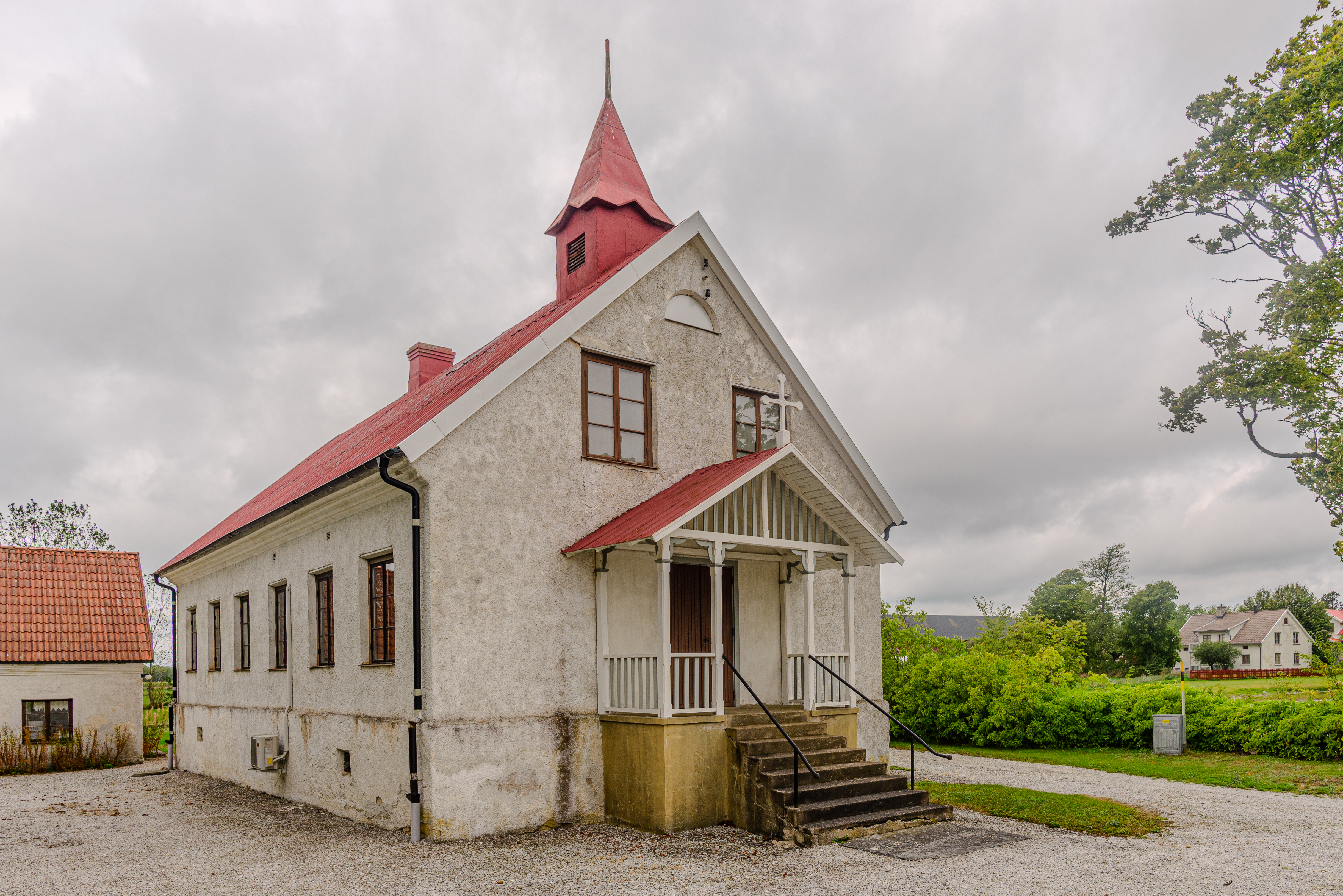
Tidigare kapell som tillhört Evangeliska Frikyrkan.